# Токко-да-Казаурія
Токко-да-Казаурія (італ. Tocco da Casauria) — муніципалітет в Італії, у регіоні Абруццо,  провінція Пескара.
Токко-да-Казаурія розташоване на відстані близько 125 км на схід від Рима, 50 км на схід від Л'Аквіли, 37 км на південний захід від Пескари.
Населення — 2720 осіб (2014).
Покровитель — Sant'Eustachio.

## Демографія
Населення за роками:

Станом на 1 січня 2023 року в муніципалітеті офіційно проживало 146 іноземців з 19 країн, серед них 27 громадян країн Євросоюзу та 4 громадяни України.

## Сусідні муніципалітети
- Болоньяно
- Буссі-суль-Тірино
- Кастільйоне-а-Казаурія
- Торре-де'-Пассері
- Пополі
- Салле